# Czechy na Zimowej Uniwersjadzie 2009
Czechy na zimowej uniwersjadzie w Harbinie reprezentowało 75 zawodników.

## Medale

### Złoto
- Jaroslav Soukup - biathlon, bieg ze startu wspólnego

### Srebro
- Lucie Hrstková - narciarstwo alpejskie, kombinacja
- Petr Novák - biegi narciarskie, 30 kilometrów ze startu wspólnego
- Klára Koukalová - snowboard, snowboardcross

### Brąz
- Lucie Hrstková - narciarstwo alpejskie, supergigant
- Petr Kutal - kombinacja norweska, start masowy
- Jaroslav Soukup - biathlon, sprint
- Jaroslav Soukup - biathlon, bieg pościgowy
- Sztafeta biegaczy narciarskich

## Kadra

### Łyżwiarstwo figurowe
- Kamila Hájková
- Pavel Kaška
- Nella Simaová
- David Vincour

### Hokej na lodzie
- Adam Červenka, Petr Grygar, Jiří Hanzal, Aleš Havlůj, Alexandr Hegegy, Michal Holuša, Martin Iterský, Jiří Jakeš, Milan Karlíček, Jan Kubišta, Michal Kukol, Jakub Loučka, Ondřej Martiník, Vítězslav Nedrda, Michal Nedvídek, Dušan Šafránek, Jan Soldán, Martin Špok, Tomáš Štrync, Martin Ton, Tomáš Urban, Tomáš Wolf – turniej mężczyzn

### Short track
- Ondřej Suchý

### Curling
- Šárka Doudová
- Luisa Illková
- Lenka Kučerová
- Kamila Mošová
- Eva Štampachová

### Narciarstwo alpejskie
- Veronika Bubáková
- Rostislav Čeřovský
- Zuzana Charvátová
- Lucie Hrstková
- Josef Kelemen
- Pavla Klicnarová
- Martin Píša
- Martin Vráblík

### Biegi narciarskie
- Martina Chrástková
- Jan Hamr
- Hana Hančíková
- Jakub Kořán
- Jan Krška
- Václav Kupilík
- Alena Kupilíková
- Petr Novák
- Vladislav Razým
- Zuzana Rösslerová
- Jan Rykr
- Jakub Sikora
- Soňa Tolarová

### Skoki narciarskie
- Jiří Kutal
- Petr Kutal
- Borek Sedlák
- Tomáš Vambera

### Snowboard
- David Bakes
- Václav Havlík
- Klára Koukalová
- Martina Krejčová
- Jan Nečas

### Biathlon
- Veronika Hořejší
- Vít Jánov
- Lukáš Kobr
- Tomáš Kuřík
- Zuzana Líkařová
- Jaroslav Soukup
- Miroslava Špácová
- Pavel Suchánek
- Zuzana Tryznová

### Narciarstwo dowolne
- Jakub Kučera